# Beit El
Beit El (hé. בית אל, littéralement « maison de Dieu »), est une colonie israélienne, illégale au regard du droit international, située en Cisjordanie, territoire palestinien occupé. Elle se trouve près du village palestinien de Beitin, en partie construite sur des terres privées palestiniennes, jordaniennes et sur un site archéologique, qui font l'objet de procédures. Elle est à quelques kilomètres de la ville palestinienne d'al-Bireh, adjacente à Ramallah.
La ville juive orthodoxe est implantée en 1977-1978 par le groupe ultranationaliste Gush Emunim. En septembre 1997, Beit El acquiert le statut de conseil local israélien. Son chef est Shai Alon. En 2022, sa population s'élève à 6 108 habitants.

## Histoire
La colonie de Beit El prend le nom biblique de la localité située sur les terres de la tribu de Benjamin à l'époque biblique : Bethel.[réf. nécessaire]

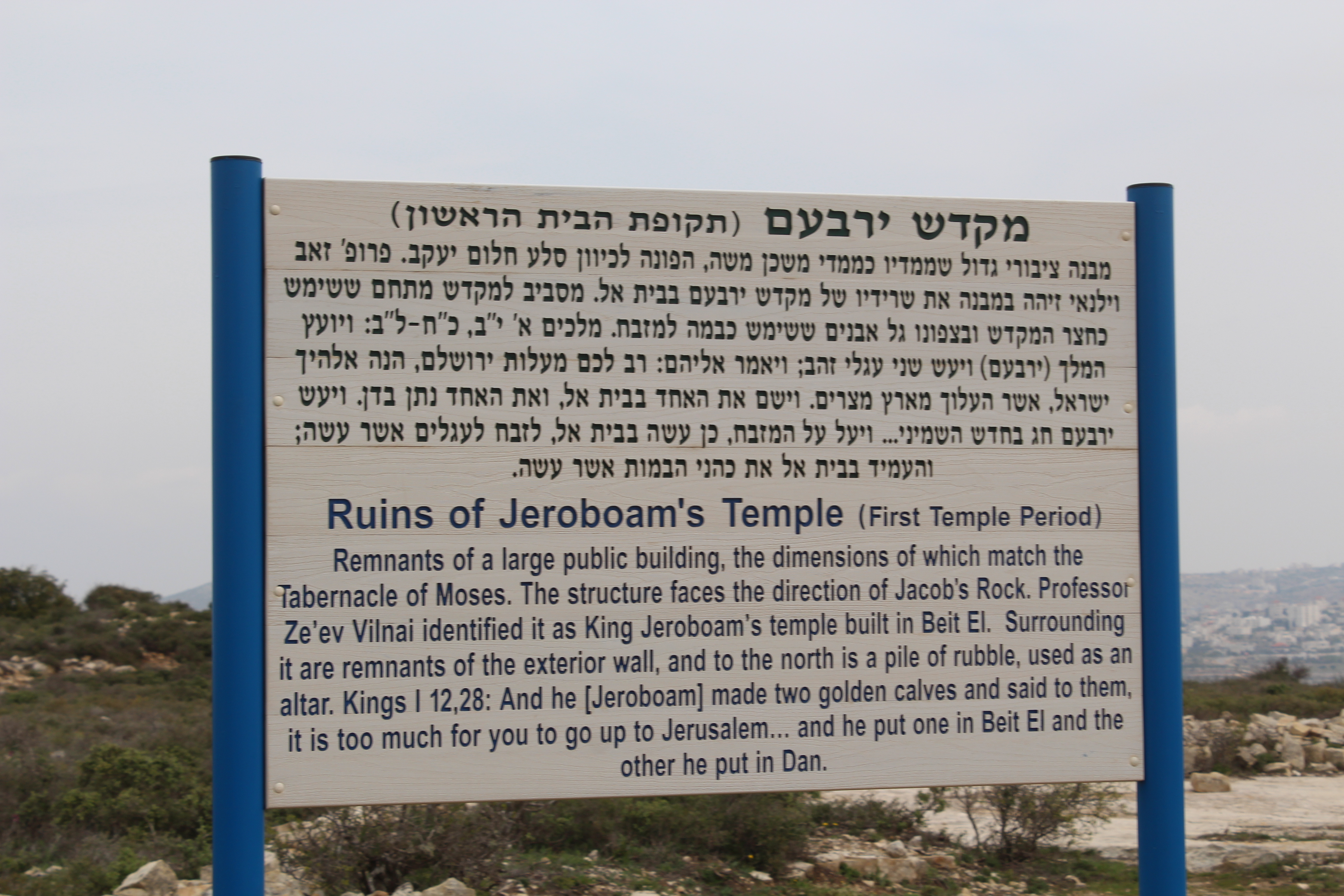
Panneau indicatif du site archéologique à proximité de Beit El

Depuis 1834, certains de ses quartiers font l'objet de fouilles archéologiques.

### De nos jours

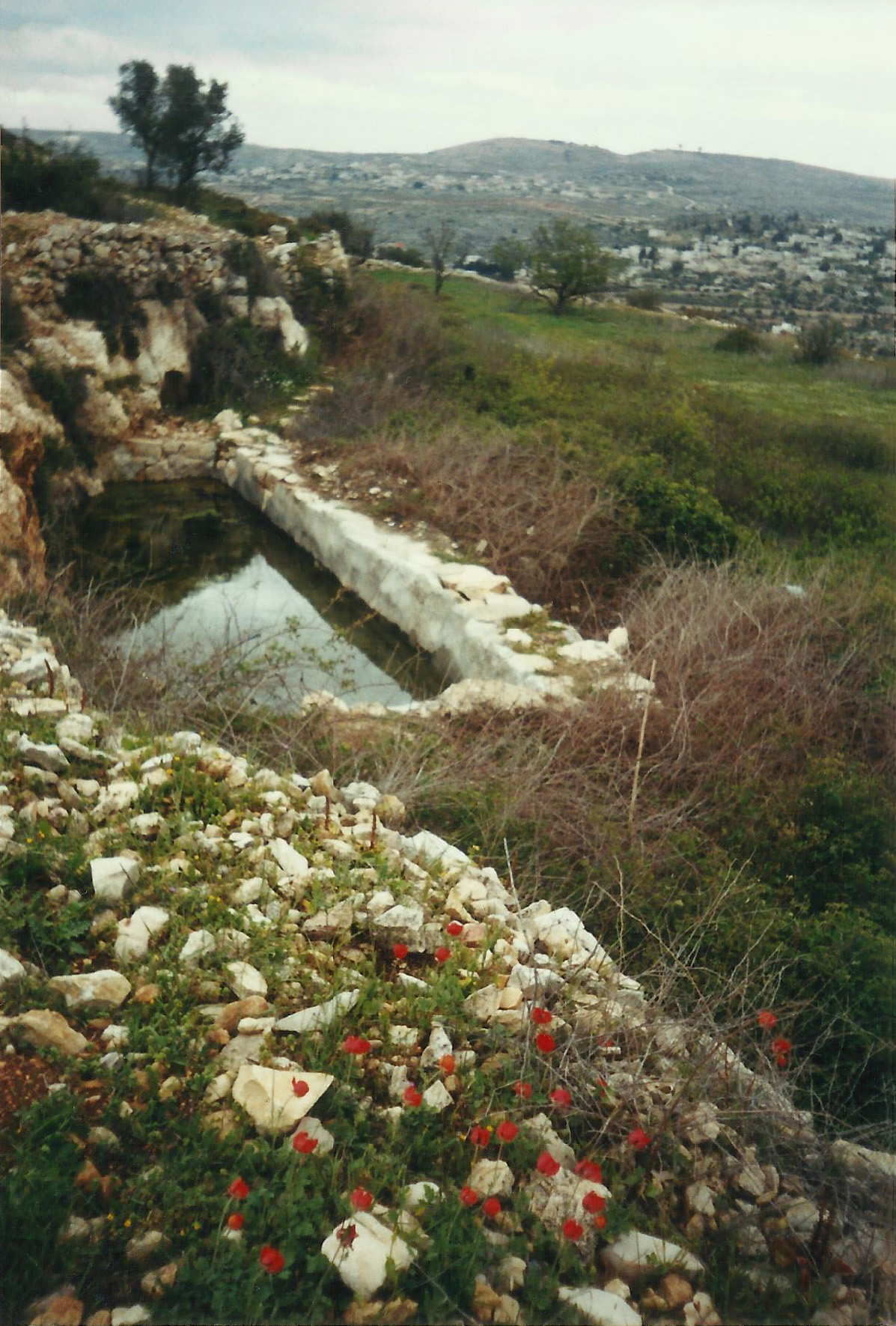
Bassin reconstruit près de Beit El.

Une colonie israélienne du Gush Emunim composée de 17 familles juives religieuses s'implante en ce lieu qui s'étendait sur 157 hectares en 1977, près de la base militaire israélienne de Bahad 4 (déplacée en 1995 à Zikim), non loin du village arabe de Beitin,. 
En 2019, la colonie juive est habitée par plus de 6 000 résidents derrière le mur de séparation,.

#### Organisation

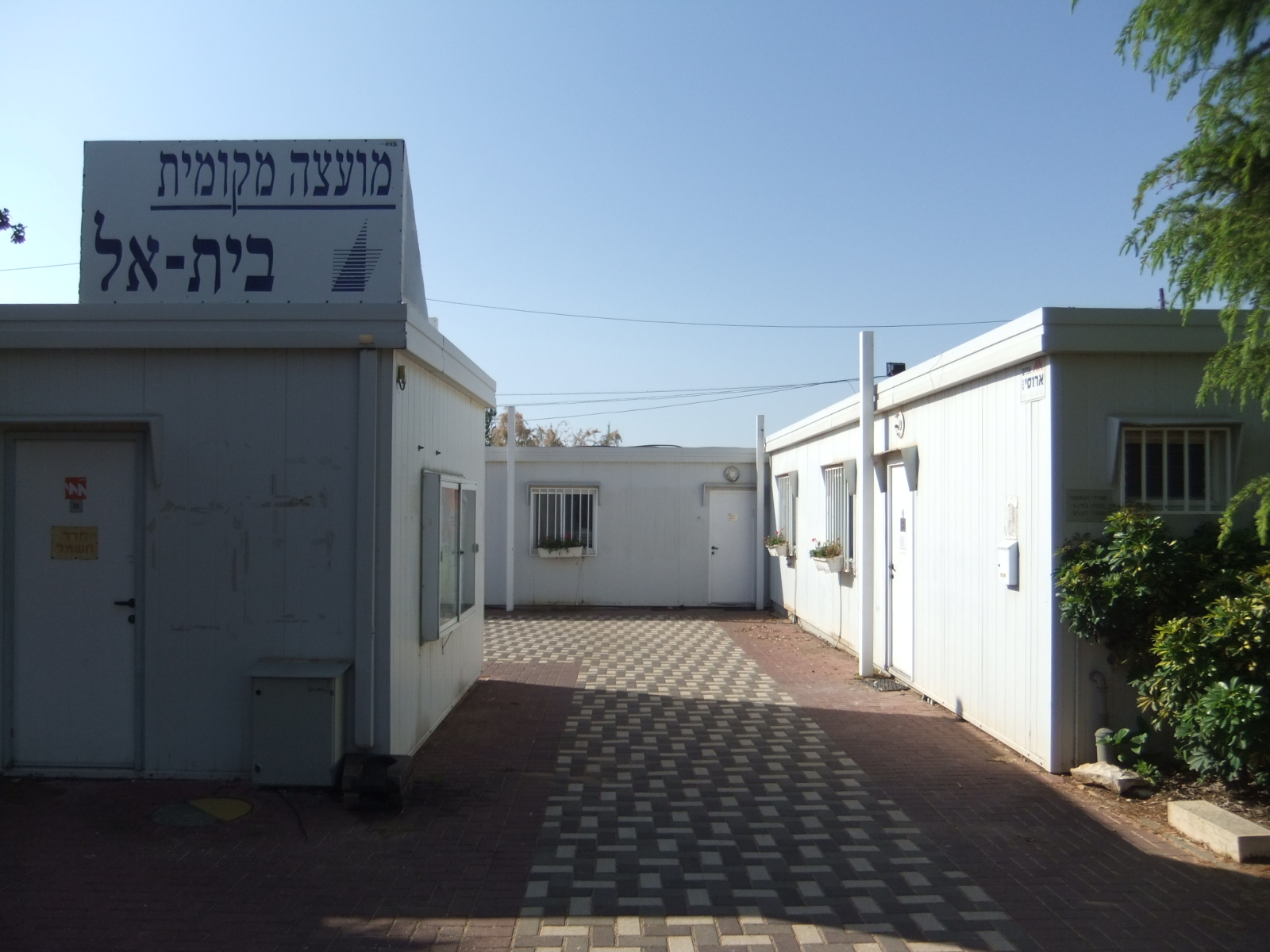
Bureaux municipaux de Beit El

Peu après sa fondation, la colonie se scinde en deux communautés religieuses confirmées par le gouvernement en 1978 : A (aleph) et B (beth). Du fait de l'accroissement de la population et de leur proximité, les communautés A et B se retrouvent réunies en 1997 sous une nouvelle autorité locale officielle qui relève du Conseil régional de Benjamin, en obtenant un statut de Conseil municipal.
Les différents quartiers de Beit El et alentour sont Jabel Artis dit Maoz Tsur, Givat Assaf et Ulpana (Giv'at Ha'ulpana).
Les responsables élus de la colonie ont été : Uri Ariel, Israël Rosenberg, Moshé Rosenbaum et Shaÿ Alon. Pendant ces années, les rabbins de l'implantation ont été Shlomo Aviner, Zalman Baruch Melamed et rabbi Ariel Barley.

#### Foncier et immobilier
Selon Haaretz, «de grandes parties de Beit El sont construites sur des terres palestiniennes privées.». La colonie s'est établie sur des terres pour la plupart privées, notamment sur les ruines d'une base jordanienne saisie après la guerre des Six jours en 1970 pour des besoins sécuritaires d'un avant-poste militaire (nommé Maoz Tsour) mais dès 1978, la Haute cour de justice d'Israël reçoit une plainte d'un propriétaire palestinien pour usurpation d'un terrain situé à Beit El. Elle rejette la requête dans une décision estimant qu'il est important pour la sécurité de créer une zone de peuplement civil dans un environnement hostile.
Une année plus tard, le gouvernement décide que la colonie juive de Judée-Samarie serait établie uniquement sur des terrains publics.
Depuis 2001, l'aménagement d'une voie de circulation pour les habitants de Beit El a entraîné la condamnation de l'entrée Est de la ville palestinienne Ramallah, depuis lors fermée.
Selon un rapport effectué à la demande de la défense au début du XXIe siècle, la colonie est construite sur des terres privées palestiniennes saisies par l'occupation militaire, sur des terrains publics détenus par les autorités jordaniennes et sur des terres privées rachetées à leurs propriétaires par la compagnie Hymena (filiale de FNJ-KKL). Certains des bâtiments ont été construits en dehors des limites de la colonie. D'après l'ONG israélienne (en)Yesh Din en 2007, l'administration civile aurait mené plus de 100 procédures de constructions illégales à Beit El,.
En 2012, un jugement de la Cour suprême d'Israël ordonne le démantèlement du quartier de la colline Ulpana à côté de Beit El, au motif que cinq de ses quatorze bâtiments étaient construits illégalement sur des parcelles privées palestiniennes. Ces parcelles appartenaient à deux Palestiniens du village Dura al-Qar et ne figuraient pas sur l'ordre de saisie militaire de 1970. Pourtant l'ONG La Paix maintenant et d'autres organes soutenaient que la propriété privée palestinienne représentait jusqu'à plus de 96 % des terres de Beit El,,,. Trente-trois familles israéliennes expulsées de ces parcelles sont relogées dans des caravanes dans un autre quartier de Beit El et sur une autre colonie,.
En juillet 2015, Israël annonce la construction de 300 logements dans l'implantation, promis en 2012, à la suite de l'incendie de deux immeubles et de la destruction trois ans auparavant de constructions illégales juives dans la colonie. Ces nouvelles constructions sont considérées comme un « crime de guerre » par les Palestiniens,.
Sporadiquement, des affrontements ont lieu entre colons juifs et Palestiniens arabes, et les habitants de Beit El ont pris « leur sécurité en main »,,,.
Le lotissement juif est soutenu par les États-Unis depuis la fin des années 1980 et les « dons ont servi à créer et à développer des yeshivot (écoles talmudiques) ». Le président américain Trump et son entourage continuent à aider cette implantation juive.

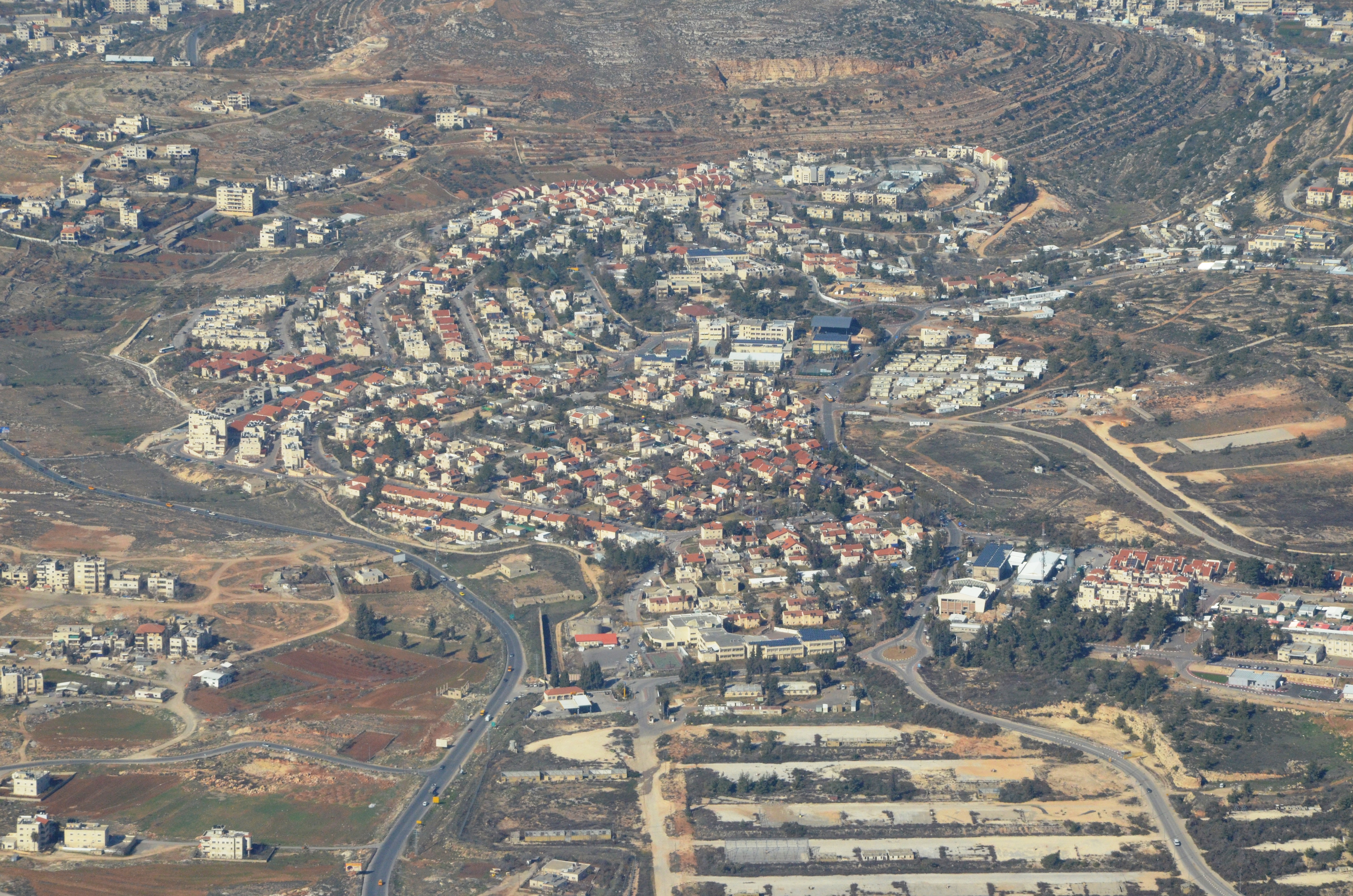
Vue aérienne de Beit El

#### Population
Les habitants de Beit El sont constitués en grande partie d'immigrants venus de Russie, d'Inde (Bné Ménashé des États de Manipur et de Mizoram), du Pérou, d'Éthiopie (Falashas). Nombre d'entre eux vivent dans des caravanes, après l'évacuation par les autorités en 2012 des familles vivant dans le quartier d'Ulpana. En 2022, la localité compte plus de 6 000 habitants.
| Année | Nombre d'habitants |
| ----- | ------------------ |
| 1977  | (17 familles)      |
| 1983  | 1 000              |
| 1995  | 3 200              |
| 2005  | 5 000              |
| 2006  | 5 200              |
| 2013  | 5 600              |
| 2016  | 6 115              |
| 2017  | 6 100              |
| 2018  | 6 500              |
| 2022  | 6 442              |

Source,

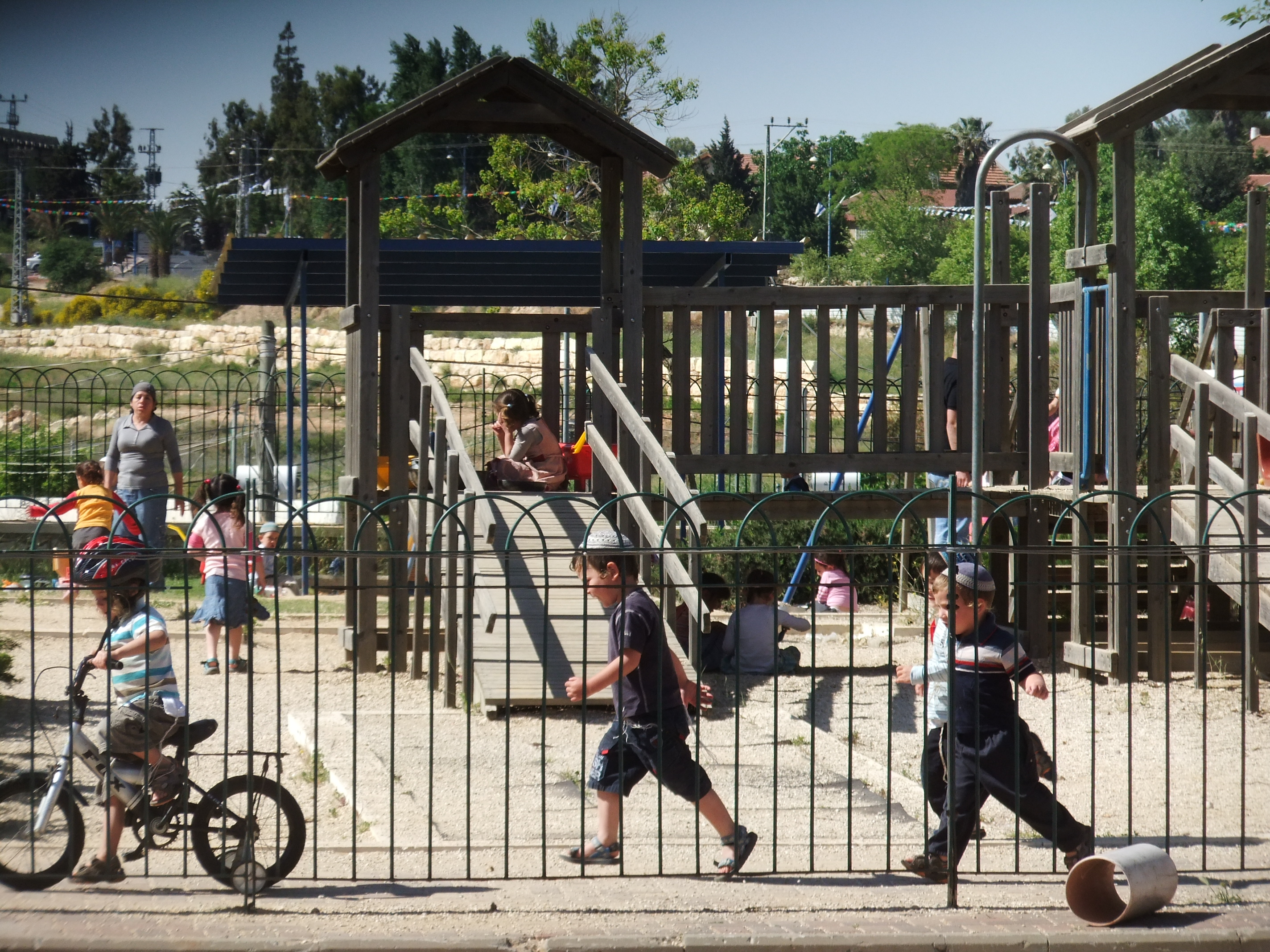
Un jardin pour enfants de Beit El

En 2016-2017, le pourcentage d'élèves admissibles à un diplôme d'études secondaires parmi les élèves de 12e année est de 83,3 %. Le salaire mensuel moyen d'un employé à la fin de 2016 est de 7 067 NIS (moyenne nationale: 8 913 NIS).

#### Activités
Outre les nombreux jardins d'enfants, écoles élémentaires, Talmud Torah, lycées et yeshivot (fréquentées également par des étudiants des colonies voisines), la colonie Beit El composée de 1 200 familles s'occupe de services, de commerces, d'un petit vignoble, d'une fabrique artisanale de tefiline (objet du culte juif) et d'ateliers de menuiserie et métallurgie. Figurent également à Beit El une radio (Canal 7), un centre communautaire, une bibliothèque, un centre pour l'emploi, des mouvements de jeunesse sionistes (Bnei-Akiva notamment) et un club pour les seniors. Des activités touristiques sont aussi organisées.
La plupart des colons travaillant à Jérusalem », les déplacements s'effectuent en voiture ou en autobus blindés pour se protéger des agressions des voisins arabes.

#### Tourisme

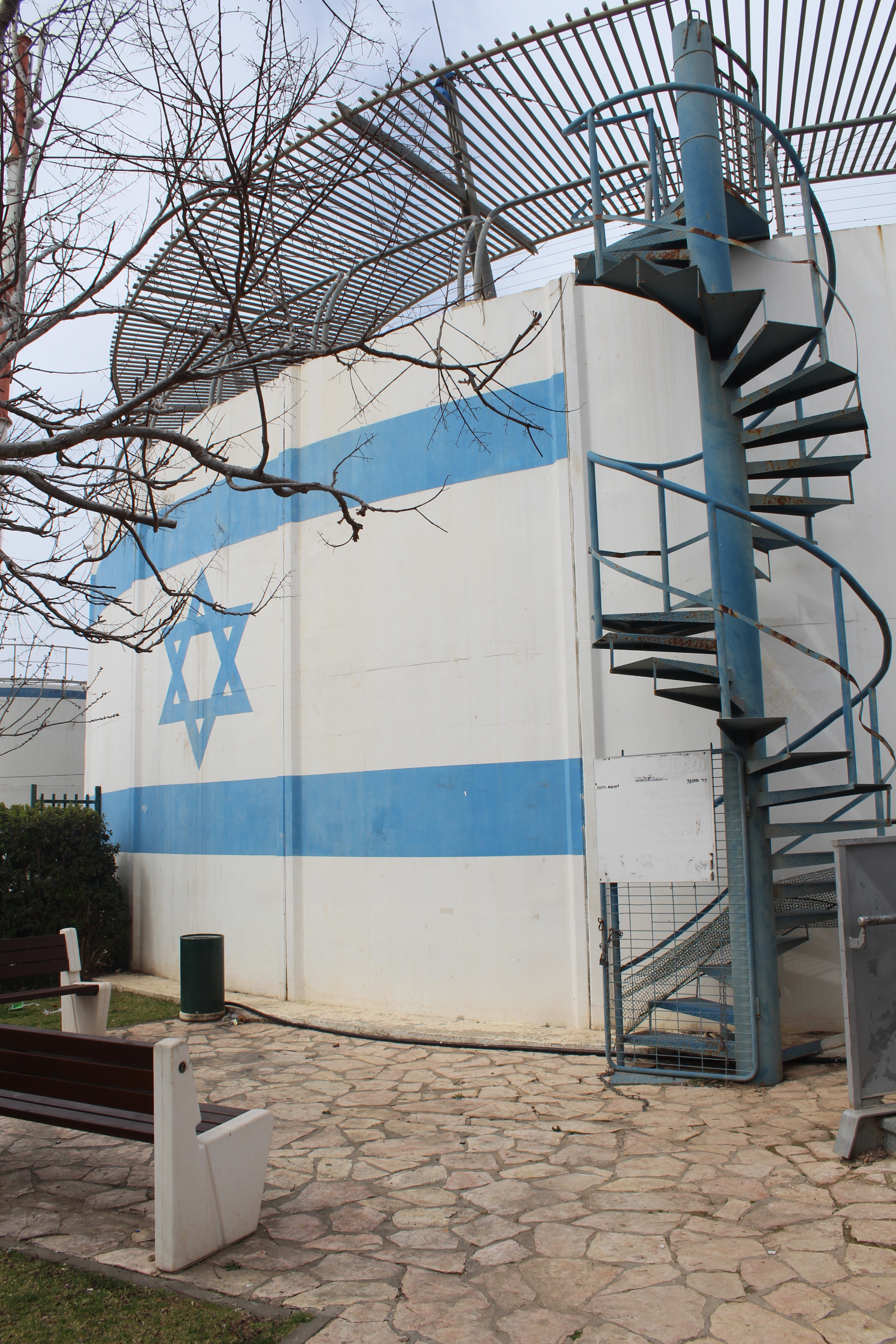
Tour d'observation Lift Your Eyes

La localité de Beit El propose différentes visites touristiques et culturelles alentour, en lien avec l'histoire juive religieuse, antique et contemporaine :
- Le rocher de Jacob sur lequel son célèbre rêve s’est déroulé
- D'anciennes grottes funéraires de l'époque du Second Temple (du VIe siècle av. J.-C. au Ier siècle)
- Une ancienne usine d'huile d'olive dans une grotte de l'époque du Second Temple
- Un site archéologique hébreu à Maoz Tzur (quartier voisin) du temps du roi Yannai (Agrippa II)
- Une route des presses à vin, avec deux anciens pressoirs vinicoles de l'époque des Premier et Second Temples
- Centre culturel de la bibliothèque
- Un chêne armoise âgé de 1 000 ans, le plus ancien du genre en Israël
- La manufacture de téfilines
- Le site et refuge animalier Havat Ephraim Animal Corner, avec plus de 30 espèces animales
- Les ateliers d'artisanat
- Un panorama sur presque tout le pays de la tour Lift Your Eyes Observation sur le mont Beit El (Jabel Artis) à 915 mètres d'altitude

## Situation  juridique
La communauté internationale considère Beit El ainsi que toutes les colonies israéliennes en Cisjordanie comme illégales au regard du droit international (voir supra),,. Cependant, le gouvernement israélien conteste la position de la communauté internationale et soutient qu'il ne s'agit pas d’un territoire occupé dans lequel la quatrième Convention de Genève s’applique,
En 2013, le quartier d'Oulpana est évacué lorsqu'il est apparu qu'il avait été construit sur des terres palestiniennes privées. L'Organisation sioniste mondiale (WZO) interrompt les transactions foncières dans le quartier Aleph de Beit El après qu'il est apparu que quelque 250 bâtiments y avaient été construits illégalement et que des fraudes étaient soupçonnées.
En 2015, le gouvernement programme l'édification de 300 nouveaux logements dans la colonie de Beit El. Le Premier ministre Benjamin Netanyahu inaugure la construction de 650 appartements supplémentaires à Bet El en août 2019. Il déclare : « Aujourd’hui, nous le faisons parce que nous avons promis de le faire et parce que notre mission est d’établir la nation d’Israël sur notre terre, pour garantir notre souveraineté sur notre patrie historique ».